# Boița
Boița é uma comuna romena localizada no distrito de Sibiu, na região histórica da Transilvânia. A comuna possui uma área de 100.37 km² e sua população era de 1683 habitantes segundo o censo de 2007.